# Дядин (Воронежская область)
Дядин — хутор в Богучарском районе Воронежской области.
Входит в состав Радченского сельского поселения.
Хутор надвое рассекает трасса М4 «Дон»

## География
Расположен в 4 км к северо-востоку от центра сельсовета села Радченское, на реке Левой Богучарке

### Улицы
- ул. Гагарина,
- ул. Луговая,
- ул. Первомайская,
- ул. Пионерская,
- пер. Октябрьский,
- пер. Рабочий,
- пер. Советский.

## Население
| 1859 | 1897 | 2000 | 2005 | 2010 |
| ---- | ---- | ---- | ---- | ---- |
| 671  | ↗856 | ↘363 | ↘327 | ↗333 |

## История
Хутор был основан в середине XVIII века Наумом Дядиным.
Хутор стал местом съёмок 12 выпуска 22 сезона шоу «Битва экстрасенсов», вышедшего в эфир телеканала ТНТ 11 декабря 2021 года.[значимость факта?]